# Hednesford Town
Der Hednesford Town Football Club ist ein Fußballverein aus der mittelenglischen Stadt Hednesford. Der Club spielt zurzeit in der siebtklassigen Southern League Premier Division Central, größte Erfolge waren sechs Jahre in der höchsten Non-League-Spielklasse Football Conference (1995–2001), die erfolglose Teilnahme am Endspiel um den Welsh Cup 1991/92, sowie der Gewinn der FA Trophy 2004.

## Geschichte
Der Club entstand 1880 durch die Fusion der beiden Hednesforder Vereine Red & Whites und Hill Top und spielte bis Mitte der 1980er Jahre durchgehend in niederklassigen lokalen und regionalen Ligen. Der Club hieß nach einem zwischenzeitlichen Bankrott zwischen 1938 und 1974 Hednesford FC. Größter Erfolg in den ersten 100 Jahren war die FA-Cup-Saison 1920/21; 10.000 Zuschauer im Heimspiel in der fünften Qualifikationsrunde gegen den FC Walsall sind bis heute Vereinsrekord, zudem gelang die einzige Qualifikation für die Hauptrunde bis in die 1990er Jahre; im Erstrundenmatch verlor man jedoch gegen Castleford Town mit 0:2.
1984 gehörte Hednesford Town zu den Gründungsmitgliedern der süd- und mittelenglischen regionalen Southern League, kämpfte aber Ende der 80er Jahre durchgehend gegen den Abstieg aus der unteren Staffel, mit der Einstellung des ehemaligen Torhüters John Baldwin 1990 änderte sich dies jedoch sofort; nach dem dritten Platz 1991 gelang als Vizemeister 1992 der Aufstieg in die Premier Division der Southern League. Im selben Jahr nahm der Club am Welsh Cup teil und erreicht auf Anhieb das Finale, das jedoch gegen den Rekordsieger und Profiverein Cardiff City mit 0:1 im The Welsh National Stadium verloren ging. 1994 stieg Hednesford in die höchste britische Amateurklasse, die Conference, auf und verpasste als Dritter in der ersten Saison den Aufstieg in den Vollprofibereich nur knapp. In den folgenden Jahren spielte der Club gegen den Abstieg aus der Conference, jedoch gelang 1996 bis 2000 fünfmal in Folge die Qualifikation für den FA Cup. 1996 erreichte der Club sogar die vierte Runde, verlor jedoch gegen den Premierligisten FC Middlesbrough äußerst knapp mit 2:3.
2000/01 endete die erfolgreichste Phase des Clubs mit dem Abstieg in die Southern League und der Entlassung Baldwins; jedoch konnte 2004 die FA Trophy gewonnen werden, im Folgejahr gelang neben dem Aufstieg in die Conference North die erneute und bis dato letzte Qualifikation für den FA Cup. Als letzter der 22 Conference-North-Teams folgte jedoch der sofortige Wiederabstieg. Im Grenzbereich liegend zwischen Southern League und Northern Premier League wurde der Club bei Abstieg der Northern Premier League zugeordnet, nach der Saison 2008/09 jedoch wieder in die Southern League eingeordnet.